# Сосна крейдова
Сосна крейдова (Pinus sylvestris var. cretacea Kalenich.) — дерево з родини соснові (Pinaceae), екотип (едафотип) сосни звичайної. Згідно з Plants of the World Online таксон є молодшим синонімом до Pinus sylvestris var. sylvestris.

## Загальна біоморфологічна характеристика
Фанерофіт. Вічнозелене хвойне дерево до 30 м заввишки. Крона широка, досить низько спускається по стовбуру, у старих дерев нагадує парасоль. Кора червонувато-бура, у верхній частині стовбура та на гілках жовтувата, злущується. Хвоя у пучках по 2 голки, сизо-зелена, голчаста, жорстка, колюча, 2,5-6 см завдовжки та 0,8-1,6 мм завширшки; розвиваються лише на вкорочених пагонах. Шишки сірі, дрібні: 2,5-3 см завдовжки, нерозкрита шишка 1,4-2,0 см завширшки. Насіння темного кольору. Запилення у травні. Розмножується насінням, яке достигає на третій рік.

## Екологія
Зростає на сухих, бідних оголеннях крейди, рідше — супіщано-карбонатних ґрунтах вздовж крутих берегів річки. Формують угруповання так званих «гірських борів» союзу Libanotidi intermediae-Pinion sylvetris, що належать до класу Erico-Pinetea. Мезоксерофіт.

## Поширення

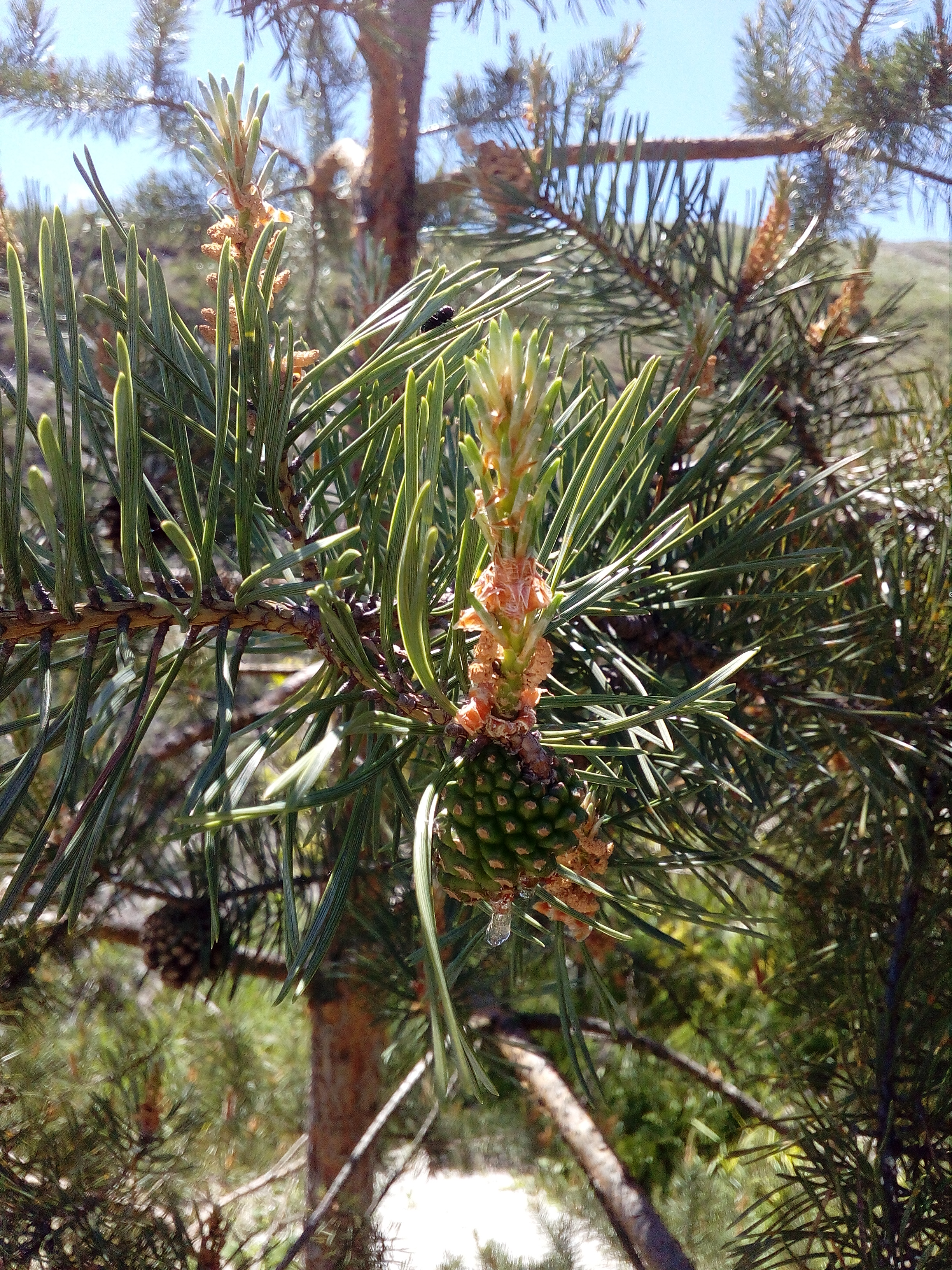
Гілка сосни крейдової на території Дворічанського природного парку

Східнопричорноморський вид, поширений в басейні р. Дон. В Україні розповсюджено по берегах Сіверського Дінця в Харківській, Донецькій та Луганській областях. 

## Чисельність
Нечисленні популяції, що знаходяться під загрозою зникнення. Чисельність постійно зменшується. Причини зміни чисельності: природно-історична реліктовість, вузька екологічна амплітуда, видобування крейди, вирубування зрілих дерев, випасання худоби, рекреаційне навантаження, пожежі. 

## Раритетність та охорона
Природоохоронний статус виду — вразливий. Занесено до Червоного списку МСОП (I). Охороняється у відділенні «Крейдова флора» Українського степового природного заповіднику, Національному природному парку «Святі Гори». Необхідне створення природоохоронних територій у місцях зростання виду, відновлювання борів та залісення крейдяних і вапнякових оголень, відвалів, кар'єрів. Заборонено вирубування дерев, випасання худоби, організацію місць рекреації та кар'єрів для добування крейди. Червоної книги України (природоохоронний статус — «Неоцінений»), Червоної книги Донецької області.
Постійний комітет Бернської конвенції у 2018 році додав ці ліси до переліку особливо цінних середовищ існування, що потребують охорони під назвою "Ліси сосни крейдової на крейді у степовій зоні" та під кодом G3.4G.  .